# Aeshna sitchensis
Aeshna sitchensis – gatunek ważki z rodzaju Aeshna, należącego do rodziny żagnicowatych. Występuje na Alasce.